# Pożar na stacji metra Kings Cross w Londynie
Pożar na stacji metra Kings Cross w Londynie – stacja londyńskiego metra Kings Cross została zniszczona przez pożar, który wybuchł 18 listopada 1987.
Pożar, zaprószony na schodach ruchomych, najprawdopodobniej od niedogaszonej zapałki, najpierw rozprzestrzeniał się pod tymi schodami po śmieciach, po smarze smarującym cięgła schodów, po drewnianych, plastikowych i gumowych elementach konstrukcji schodów, a następnie w ciągu kilku minut objął całe schody i poręcze, po czym gwałtowną ścianą ognia przeniósł się do znajdującego się nad schodami hallu kasowego, zabijając 31 osób spośród pasażerów i personelu metra, nie dając im szans na ucieczkę.
W rezultacie dochodzenia przyczyn pożaru stwierdzono, że odpowiedzialnym za przebieg i skutki pożaru było nieznane dotąd zjawisko fizyczne – efekt okopowy. Po opublikowaniu wyników dochodzenia wprowadzono nowe regulacje w londyńskim metrze (m.in. zaostrzono zakaz palenia), przebudowano schody, likwidując drewniane elementy konstrukcji, zainstalowano czujniki dymu i przeciwpożarowe instalacje zraszające.